# Khumayr
Khumayr (àrab: جبال خمير, Jabal Ḫumayr, o خُرُومِر, Ḫurūmir; francès: la Kroumirie o Khroumirie) és una regió muntanyosa del Magrib situada al nord-est d'Algèria i nord-oest de Tunísia. Junt amb els Mogods, a l'est, forma la cadena nord (Khumayr-Mogods), de vegades considerada part de l'Alt Tell o Tell Superior.
Es tracta d'una regió boscosa amb predomini dels roures i una pluviometria mitjana de 1250 mm/any, que bàsicament cobreix el territori entre la mar Mediterrània i el riu Medjerda. El Djebel al-Abyad a Tunísia es considera el seu punt més oriental. La seva altura ronda els 900 metres. La població de la zona està dispersa i arriba en alguns punts a més de 90 habitants per km².
Destaquen en el conjunt les zones de Djebel El Kasaa prop de Aïn Draham, habilitada per turistes, la de Djebel Bir (a la mateixa delegació) amb 1.014 metres, i la de Djebel Ghorra, que marca la frontera entre Algèria i Tunísia, on es troba el punt més alt (1.202 metres). Les tres ciutats principals són Tabarka, Aïn Draham (a 800 metres) i Fernana (al vessant sud, a 275 metres); Babouche (Babbouch) i Hammam Bourguiba són posicions frontereres i a la segona hi ha des de 1966 un complex termal modern. Ben M'tir (Béni Mtir) és un llogaret a la riba de l'oued el-Lil, on s'ha construït un embassament d'una capacitat de setanta-tres milions de metres cubics; un altre embassament es va construir sobre l'oued el-Kebir.

## Etimologia i demografia
Rep el seu nom dels khumayrs (francès kroumirs o khroumirs), el poble amazic arabitzat que habita la zona.
El seu origen és un misteri, ja que mai foren esmentats abans del segle xix. Ells mateixos diuen ser descendents de l'àrab Khumayr ibn Umar, company del conqueridor d'Ifríqiya Uqba ibn Nafi, a través del seu descendent Sidi Abd Allah Abu l-Djimal, que extenuat pel gihad va anar a morir al massís en un lloc a uns 5 km al sud-oest d'Aïn Draham. El seu mausoleu encara existeix. Una altra tradició dona el mateix origen però diu que primer es van assentar al sud i al segle xix van emigrar a aquestes muntanyes.
Estan dividits en diverses fraccions, algunes probablement d'origen amazic i altres àrab però que avui dia no es poden distingir. El dialecte àrab local no obstant no té paraules d'origen amazic.

## Història
Aquesta zona quasi sempre va estar fora del control real dels governants de Tunísia. El 1769/1770 van acollir al pretendent Uthman al-Haddad que fou finalment capturat i executat. El 1844 van donar suport a un altre pretendent que deia ser descendent de Uthman Bey, i que també fou capturat i executat. En canvi els khumyrs no van participar en les revoltes de 1864 i 1867. Les expedicions de saqueig que feien els khumyrs a les regions veïnes, les quals no podien ser controlades pel cadi de Tabarka, van arribar al seu punt culminant el 1881. El 24 d'abril de 1881 forces franceses van sortir d'Algèria i van entrar a Tunis i el 26 d'abril van ocupar el Kef. Aïn Draham fou ocupada el 13 de maig, i el 14 de maig els khumyrs foren derrotats finalment a Ben M'tir.